# Scarecrow (DC Comics)
 For alternative betydninger, se Scarecrow. (Se også artikler, som begynder med Scarecrow)
Scarecrow er en superskurk der optræder i amerikanske tegneserier udgivet af DC Comics. Figuren blev skabt af Bill Finger og Bob Kane, og den optrådte første gang World's Finest Comics #3 (September 1941). Han er blevet en af superhelten Batmans mest varige fjender, og han er en del af den samling af modstandere, som udgør rogues gallery.
I sine optrædener i tegneserierne er Scarecrow alter egoet for Jonathan Crane, der er en psykologiprofessor som er blevet et kriminelt geni. Han blev misbrugt og mobbet i sin ungdom, og han er blevet besat af frygt og udvikler er psykedelisk stof kaldet "frygt-gift" til at terrorisere Gotham City og udnytte dens beskytter, Batmans, fobi. Han er selvudnævnt "Frygtens Mester", og hans forbrydelser udspringer ikke af et ønske om rigdom eller magt, men af en sadistisk nydelse i at udsætte andre for sine eksperimenter ved at manipulere med deres frygt. Hans dragt er som et fugleskræmsels med maske af sækkelærred.
Karakteren er blev brugt i flere inkarnationer i forskellige medier, og blev spillet af Cillian Murphy i The Dark Knight Trilogy, og på tv af Charlie Tahan og David W. Thompson i Fox serie Gotham, og Vincent Kartheiser i HBO Max serie Titans. Henry Polic II, Jeffrey Combs, Dino Andrade, John Noble, Robert Englund og andre har lagt stemme til figuren i tegnefilm og computerspil.